# Диксон, Чарльз (теннисист)
Чарльз Пе́рси Ди́ксон (англ. Charles Percy Dixon; 7 февраля 1873, Грантем — 29 апреля 1939, Уэст-Норвуд, Лондон) — британский теннисист.
- Двукратный финалист Уимблдонского турнира[2], вице-чемпион Олимпийских игр и Европы в одиночном разряде
- Двукратный победитель Уимблдонского турнира и чемпион Австралазии, двукратный бронзовый призёр Олимпийских игр в мужском парном разряде
- Чемпион Олимпийских игр 1912 года (в помещениях) в смешанном парном разряде
- Обладатель Кубка Дэвиса (1912) в составе сборной Британских островов

## Биография
Чарльз Перси Диксон родился в 1873 году в Грэнтеме (Линкольншир, Великобритания). Он был вторым сыном крупного производителя одежды. Окончив колледж Хейлибери, а затем Клэр-колледж Кембриджского университета, Чарльз получил юридическое образование. Во время учёбы в Кембридже он был членом сборной университета по рэкетсу. В 1897 году он женился на Луизе Робинсон и вместе с ней до самой смерти жил в Лондонском предместье Уэст-Норвуд.
Первые известные результаты Диксона в лаун-теннисных турнирах относятся к 1893 году, а в свой первый финал он вышел в 1900 году. Начиная с 1900 года и до конца карьеры Диксон выиграл 50 турниров в одиночном разряде. В их числе были победы в чемпионате Queen’s Club в Лондоне, открытом чемпионате Уэльса, чемпионатах Суффолка, Ноттингемшира, Линкольншира, Мидлсекса и Восточного Суррея. Побеждал он также и за рубежом — в бельгийском Остенде и французском Дьепе. Выступал он и в России, где на Всероссийских состязаниях в лаун-теннис 1913 года проиграл в финале в одиночном разряде М. Н. Сумарокову-Эльстону, а в парном разряде добился победы.
На главном лаун-теннисном соревновании Великобритании — Уимблдонском турнире — Диксон достиг своих высших успехов в одиночном разряде в 1901 и 1911 годах, когда доходил до финала турнира претендентов. Победитель этого турнира получал право на участие в раунде вызова против действующего чемпиона. Диксон, однако, оба финала проиграл — в 1901 году Артуру Гору, а в 1911 году Герберту Роперу Барретту. Ещё два важных достижения Диксона в одиночном разряде относятся к 1900 году, когда он стал вице-чемпионом Европы, и к 1912 году, когда на Олимпийских играх в Стокгольме он уступил в финале турнира в залах французу Андре Гоберу.
В 1912 году Диксон, которому исполнилось уже 39 лет, достиг своих высших успехов в парном разряде. На турнире Олимпийских игр в помещениях он завоевал бронзовую медаль в мужских парах — уже вторую за карьеру, повторив результат четырёхлетней давности на лондонской Олимпиаде, а в миксте добился победы в паре с Эдит Хеннэм, ставшей также чемпионкой в женском одиночном разряде. В теннисном турнире на открытых кортах он участвовать не смог, так как одновременно с этим проходил Уимблдонский турнир. Однако на кортах Уимблдона, объединившись с Ропером Барреттом, он завоевал чемпионский титул. В конце года он добавил к званию чемпиона Уимблдона титул чемпиона Австралазии, где победил с ирландцем Джеймсом Парком. Там же, в Австралии, Диксон и Парк принесли Британским островам первый с 1906 года Международный кубок вызова (в дальнейшем известный как Кубок Дэвиса), обыграв действующих четырёхкратных чемпионов — сборную Австралазии. В этом матче Диксон принёс команде одно очко в двух играх, победив Родни Хита и проиграв Норману Бруксу, а перед этим в июле практически в одиночку разгромил команду Франции, выиграв все три своих встречи — парную и две одиночные у знаменитого Макса Декюжи и своего недавнего обидчика на стокгольмских кортах Андре Гобера.
На следующий год Диксон и Барретт подтвердили своё лидерство на Уимблдоне, второй раз подряд завоевав чемпионский титул. В Австралию Диксон на сей раз не поехал, так как Международный кубок вызова проходил в Англии. Здесь, однако, ему не удалось сохранить чемпионский титул — в матче со сборной США он проиграл все три своих встречи, в том числе и в паре с Барреттом. В 1914 году эта пара в третий раз подряд дошла до финала на Уимблдоне, но на этот раз уступила гостям из Южного полушария.
Диксон продолжал выступать в теннисных турнирах и после мировой войны, завоевав свой последний титул в 1920 году в Маргите (Великобритания), а последний финал сыграв в 1925 году в Солт-Лейк-Сити. Свой последний матч на Уимблдоне он провёл в 1926 году.
Помимо тенниса и рэкетса, Диксон участвовал в соревнованиях по гольфу и фехтованию, в последнем виде представляя Великобританию на международных турнирах. Он умер в Уэст-Норвуде в 1939 году.

## Участие в матчах за звание чемпиона стран «Большой четвёрки» (впоследствии турниры Большого шлема)

### Мужской парный разряд (4)
| Результат | Год  | Турнир                  | Партнёр               | Соперники в финале           | Счёт в финале      |
| --------- | ---- | ----------------------- | --------------------- | ---------------------------- | ------------------ |
| Победа    | 1912 | Уимблдонский турнир     | Герберт Ропер Барретт | Андре Гобер Макс Декюжи      | 3-6, 6-3, 6-4, 7-5 |
| Победа    | 1912 | Чемпионат Австралазии   | Джеймс Парк           | Альфред Бимиш Гордон Лоу     | 6-4, 6-4, 6-2      |
| Победа    | 1913 | Уимблдонский турнир (2) | Герберт Ропер Барретт | Генрих Кляйншрот Фридрих Рае | 6-2, 6-4, 4-6, 6-2 |
| Поражение | 1914 | Уимблдонский турнир     | Герберт Ропер Барретт | Норман Брукс Энтони Уилдинг  | 1-6, 1-6, 7-5, 6-8 |

## Участие в финалах олимпийского теннисного турнира
Мужской одиночный разряд (1)
| Результат | Год  | Место проведения  | Соперник в финале | Счёт в финале |
| --------- | ---- | ----------------- | ----------------- | ------------- |
| Поражение | 1912 | Стокгольм, Швеция | Андре Гобер       | 6-8, 4-6, 4-6 |

Смешанный парный разряд (1)
| Результат | Год  | Место проведения  | Партнёр     | Соперники в финале                  | Счёт в финале |
| --------- | ---- | ----------------- | ----------- | ----------------------------------- | ------------- |
| Победа    | 1912 | Стокгольм, Швеция | Эдит Хеннэм | Хелен Атчисон Герберт Ропер Барретт | 4-6, 6-3, 6-2 |